# ألكسندر سميث
ألكسندر سميث (بالإنجليزية: Alexander Smyth) (و. 1765 – 1830 م) هو سياسي، ومحام من الولايات المتحدة الأمريكية .
وهو عضو في الحزب الديمقراطي الأمريكي .